# 丸林広奈
丸林 広奈（まるばやし ひろな、1992年6月6日 - ）は、日本のスタイリスト。福岡県出身。

## 略歴
福岡大学在学中の2011年、ミス福岡大学に選ばれる。
2011年11月発売のファッション雑誌『CanCam』2012年1月号で同誌の読者モデルとしてデビュー。2013年8月号では河野景子以来27年ぶりに読者モデルとして表紙を飾った。
その後『CanCam』のスタイリストとして活動する。
2019年6月に結婚。同年8月に第1子女児を出産。

## 出演

### 雑誌
- CanCam（小学館） - 読者モデル